# دومین هورما
دومین هورما (انگلیسی: HORMA domain) که نامش برگرفته از حروف آغازین پروتئین‌های «Hop1p» و «Rev7p» و «MAD2» است، یک دومین پروتئین است که قادر به تشخیص حالت‌های گوناگون کروماتین ناشی از دورشدگی رشته‌های دی‌ان‌ای، شکستن رشته‌های مضاعف دی‌ان‌ای یا عدم اتصالِ آنها به دوک تقسیم است و همچون یک مولکول وفق‌دهنده عمل می‌کند و سایر پروتئین‌ها را به خدمت می‌گیرد.
مولکول Hop1 یک پروتئین اختصاصی میوز است. Rev7 برای بازسازی دی‌ان‌ای ناشی از جهش لازم است و MAD2 یک پروتئین بازرسی کننده دوک تقسیم است که در صورت یافتن هرگونه نقص در آن حین میتوز، جلوی پیشرفت چرخه سلول را می‌گیرد.